# TEE Edelweiss
Edelweiss è una relazione Trans Europ Express operata congiuntamente da SBB e NS con complesso automotore RAm (soprannominato muso di cane) tra Amsterdam e Zurigo.
Era il più internazionale dei TEE attraversando ben 5 paesi: Paesi Bassi, Belgio, Lussemburgo, Francia e Svizzera.
Il nome, già in uso per un treno espresso sulla stessa relazione tra il 1928 e il 1939, con la scomparsa del TEE nel 1979 è passato all'intercity che lo ha sostituito.

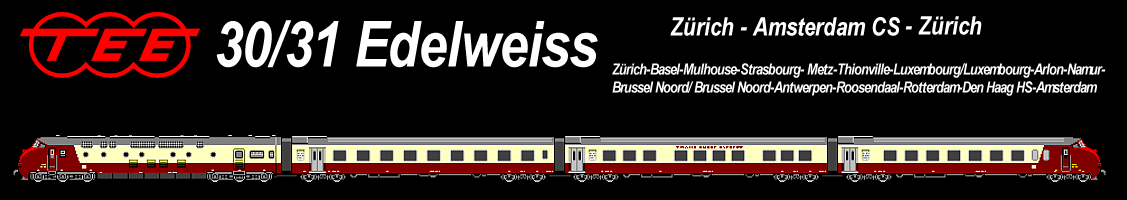
il TEE Edelweiss era effettuato con il complesso automotore svizzero-olandese RAm